# From Method to Madness
From Method to Madness («От порядка до безумия») — восемнадцатая серия третьего сезона мультсериала «Гриффины». Премьерный показ состоялся 24 января 2002 года на канале FOX. В России премьерный показ состоялся 21 августа 2002 года на канале Рен-ТВ.

## Сюжет
Брайан и Лоис посещают плохо поставленный моноспектакль. Брайан заявляет, что сам мог бы сыграть лучше. Лоис подзадоривает его (— Не мели языком, а лучше сделай! — Put up or shut up!), и Брайан отправляется на пробы в местный театр. Но приёмная комиссия не впечатлена актёрским талантом пса, но вот Стьюи (пришедший вместе с Брайаном и сильно негодующий: почему это вдруг им не по душе талант его друга) вызывает у них живейший интерес, и его немедленно берут в Детскую Школу Театрального Искусства (Children’s Performing Arts School). Обрадованный малыш устраивает по этому поводу секс-вечеринку.
Стьюи быстро обретает популярность, новых друзей и нового врага — Оливию. Но узнав, что вскоре, возможно, и его, и Оливию удалят из эфира, малыши решают работать вместе и создают прекрасный дуэт. Но вскоре он распадается (после драки детей прямо во время представления), Оливия становится популярнее Стьюи и отправляется в Голливуд. Стьюи не хочет мириться с потерей своей популярности, пытается выступать один, но его рейтинги падают всё ниже, и постепенно Стьюи сходит с ума.
Тем временем Питер спасает утопающего и тот в знак благодарности приглашает его с семьёй к себе на обед. Лоис и Питер шокированы тем, что спасённый и его семья — нудисты. Их сын-подросток (также разгуливающий голышом) вызывает живейший интерес у Мег. Чтобы не смущать новых друзей, Питер и Лоис также оголяются, чем приводят в шок Мег и в возбуждение (от вида голой Лоис) — Куагмира.
После визита Брайана к Стьюи в психиатрическую лечебницу малыш приходит в себя, и они вместе возвращаются домой.

## Создание
Авторы сценария: Майк Баркер и Мэтт Уэйцман.
Режиссёр: Берт Ринг.
Приглашённые знаменитости: Фрэд Уиллард и Рэйчел Макфарлейн (в роли Оливии).